# Huntite
La huntite è un minerale.
Nella "Grotta dell'Otto" 4782/5582 VG, che si apre presso Ceroglie dell'Ermada (Carso Triestino), furono trovate delle incrostazioni bianche sopra concrezioni calcitiche. L'esame, tramite la diffrattometria a raggi X, su quattro campioni, dimostrò la presenza di huntite, magnesite, dolomite e calcite, talora in associazione tra di loro.
Graziano Cancian, Fabio Tricarico (1990) - Incrostazioni di huntite, magnesite, aragonite, dolomite e calcite in una grotta del Carso Triestino. Mondo Sotterraneo, anno XIV, n. 1-2 aprile 1990, pp. 11-21, CSIF Udine.